# Eduard Wildbolz

Eduard Wildbolz als Kommandant der 3. Division (1912–1917)

Karl Ludwig Friedrich Eduard Wildbolz (* 13. Februar 1858 in Bern; † 6. Dezember 1932 ebenda) war ein Schweizer Offizier und hatte während des Landesstreiks im November 1918 als Korpskommandant das Kommando über die Ordnungstruppen in Bern.

## Leben

### Familie
Die Familie Wildbolz stammte ursprünglich aus Markdorf (Deutschland) am Bodensee. 1613 erhielt sie das Bürgerrecht der Stadt Bern; sie wurde der Zunftgesellschaft zu Schmieden zugehörig.
Eduard wuchs als Sohn des Apothekers Karl Rudolf Alexander (1825–1879) und der Julia Constantina geb. Marcuard (1832–1904) in Bern auf. Von 1872 bis 1875 absolvierte er eine kaufmännische Lehre mit Stationen in Lausanne, Basel und Paris. Nach seiner Ausbildung arbeitete er als Bankangestellter in Basel. Darauf folgte seine Karriere als Berufsoffizier.
1892 heiratete er Cäcilia Antoinette Margarita Marcuard (* 1872), Tochter des Bankiers Georg Marcuard-von Gonzenbach (1844–1928) und Schwester von Georges Marcuard, dem späteren Korpskommandanten und Ausbildungschef der Armee. Der Ehe mit Cäcilia entsprangen die Kinder Georg Eduard (* 1893), Else (* 1894), Karl Ulrich (* 1896), Hélène Marguerite (* 1898), Reinhard Ernst (* 1904) und Constance Elisabeth (* 1905). Aus der Ehe von Georg Eduard und Elisabeth Katharina Franziska Theodora geb. von Bourcy stammen die Kinder Hansjörg Eduard Wildbolz (* 1935), Klaus und Jost Wildbolz (Zwillinge, * 1937).

### Militärische Karriere

#### Werdegang
1878 zum Leutnant befördert, trat Wildbolz 1881 in das Instruktionskorps der Kavallerie ein. Als deren Mitarbeiter beeinflusste er zusammen mit seinem Vorgesetzten, dem späteren General Ulrich Wille deren Reorganisation im Kavalleriereglement von 1894. Ab 1896 wirkte er im Rang eines Obersten als Oberinstruktur der Kavallerie, worauf er 1908 als Divisionär deren Waffenchef wurde. Von 1889 bis 1908 war Wildbolz Offizier im Generalstab der Schweizer Armee. 1908 wurde ihm das Kommando über die 2. Division übertragen. Von 1910 bis 1917 war er Kommandant der 3. Division und ab 1917 – mitten im Ersten Weltkrieg – übernahm er als Korpskommandant das Kommando über das Armeekorps 2.

### Berner Platzkommandant während des Landesstreiks 1918

Wildbolz meldet General Ulrich Wille seine Truppen in Bern

Truppen vor dem Bundeshaus während des Landesstreiks

Die lange Dienstzeit während der Grenzbesetzung von 1914 bis 1918 ohne Erwerbsausfallentschädigung, die hohe Teuerung und Arbeitslosigkeit führten zur Verarmung weiter Teile der Schweizer Bevölkerung. Zudem führte die Rohstoffverknappung infolge des Kriegs zu Engpässen in der Lebensmittelversorgung. Vor diesem Hintergrund rief das Oltener Aktionskomitee im November 1918 den landesweiten Streik aus.
Dem Landesstreik vom 11. bis 14. November 1918 gingen Proteststreiks in mehreren Industriezentren voraus. Der Bundesrat sah sich gezwungen, am 7. November Ordnungstruppen für Zürich und am 8. November für Bern zu mobilisieren. Die Truppen für Zürich unterstanden dem Kommando des Divisionärs und späteren Frontisten Emil Sonderegger. General Ulrich Wille sah für das Kommando über den Berner Ordnungsdienst Divisionär Fritz Gertsch vor. Dieser war beim Bundesrat jedoch unbeliebt, da er als «Vertreter unerbittlicher preussischer Scharfmacherei» galt. Das Kommando über die Truppen für Bern wurde schliesslich gegen den Willen des Generals Eduard Wildbolz übertragen.
Der Bundesrat legte für die Bundesstadt Bern grossen Wert darauf, dass die Truppenpräsenz keine Ausschreitungen provozierte. So beschloss er bereits angesichts des für den 9. November angekündigten Proteststreiks, dass «jegliches Einschreiten des Militärs gegen einen Demonstrationszug oder gegen eine Versammlung unterbleiben» müsse und – sollte ein Eingreifen nötig werden – nichts geschehen soll «ohne besondere Weisung des Bundesrats».
Liess Sonderegger seine Truppen demonstrativ und mit grossem Pomp in Zürich einmarschieren, so stationierte Wildbolz die Soldaten zuerst vor allem in der Umgebung der Stadt mit dem erklärten Ziel, den Einsatz ohne grosses Aufsehen zu leisten. Seinen Offizieren gab er am 10. November die Weisung, «nicht provokatorisch in Haltung, Anzug und Gesichtsausdruck zu sein» und er verbot anfänglich, «in den Strassen Mitrailleusen zu zeigen». Wildbolz verstand den Truppeneinsatz nicht als Kampf gegen die Sozialdemokratie, sondern lediglich dazu, Ausschreitungen in der Stadt zu verhindern.
Zu Beginn des Landesstreiks unterstanden Wildbolz 12'000 Mann für Bern und Sonderegger 20'000 für Zürich.

### Soziales Engagement
Im Juni 1917 übernahm Eduard Wildbolz von Ulrich Wille die Stellung als leitender Redaktor der Allgemeinen Schweizerische Militärzeitschrift ASMZ. Diese Funktion übte er bis 1919 aus. Dabei äusserte er deutliche Kritik am Dienstbetrieb während der Grenzbesetzung und warnte vor übertriebenem Drill in der Armee.
Wildbolz war bekannt und beliebt für seine soziale Aufgeschlossenheit. In seinen «Gedanken zum Pazifismus», publiziert 1919 in der sozialistisch-religiösen Monatszeitschrift «Neue Wege», stellte sich der Militär zwar klar hinter die Milizarmee. Gleichzeitig hielt er fest, dass es den Soldaten «heute ekelt vor dem Geschehen und vor dem Verbrennen und dem Vergiften und dem Ersäufen und Verschütten und Ersticken». Als Grundlagen für den Pazifismus nennt Wildbolz «Verzicht, soziales Denken, Streben nach sozialem Ausgleich».
Nach dem Landesstreik sah er denn auch die dringlichste Aufgabe darin, die Beziehungen zwischen den sozialen Klassen zu normalisieren. Im «Schweizerischer Bund für Reformen der Übergangszeit» engagierte er sich unter anderen zusammen mit dem Theologen Karl Barth, dem Bauernsekretär Ernst Laur, dem Sozialdemokraten Emil Klöti wie auch mit Emil Sonderegger für dieses Ziel.
1920 leitete er im Auftrag des Internationalen Komitees vom Roten Kreuz den Austausch von Kriegsgefangenen zwischen Deutschland und Russland und 1923, nach den Bestimmungen des Vertrags von Lausanne, jenen von türkischen und griechischen Kriegsgefangenen.

## Publikationen
- Die Verwendung unserer Kavallerie. J. Huber, Frauenfeld 1902.
- An meine Offiziere. Der Kommandant der III. Division: Oberstdivisionär Wildbolz. G. Iseli, Bern 1915.
- Volk und Heer der Schweiz im Lichte des gegenwärtigen Krieges. Rosius-Verlag, Biel 1915.